# Pheriche

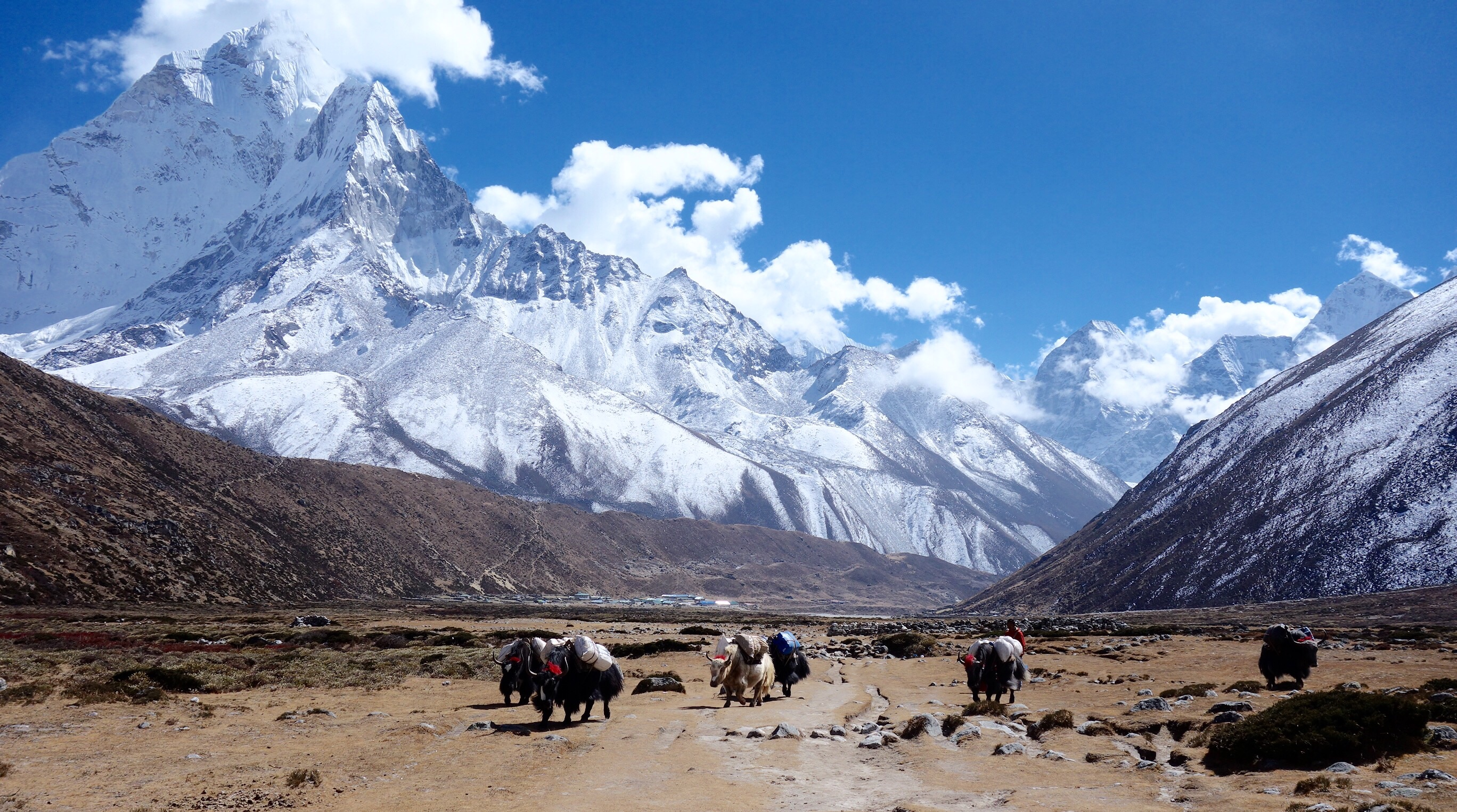
Yak che passano da Periche, nella regione dell'Everest, Nepal

Pheriche फेरिचे è un villaggio nella regione Khumbu nel Nepal orientale. Situata ad una altezza di circa 4 371 m (14 340 ft), sopra il fiume Tsola, Pheriche è una fermata popolare per i trekker e gli alpinisti. A Periche è presente un ospedale rudimentale, gestito dalla Associazione Imalaiana di Soccorso (Himalayan Rescue Association - HRA) che ha sede centrale a Kathmandu. L'ospedale di Pheriche è aperto solo durante le due stagioni di arrampicata/trekking (marzo-maggio e novembre-dicembre). Sebbene l'ospedale fosse stato costruito con l'aiuto giapponese nel 1975, è dotato di personale Nepalese e medici volontari prevalentemente provenienti da Stati Uniti, Europa, Canada e Australia.
Pheriche era innanzitutto un villaggio agricolo che coltivava patate e grano saraceno, e manteneva yak. Tuttavia, durante l'estate molti dei suoi abitanti sono impiegati dai trekker come guide e portatori.  Ci sono anche numerosi rifugi dove gli escursionisti e gli scalatori in viaggio verso il campo base del Monte Everest possono fare tappa. È una importante tappa di acclimatazione.
È stato pesantemente danneggiato nel devastante terremoto del Nepal del 25 aprile 2015, ma sorprendentemente, solo un abitante è rimasto ferito. L'area è un centro di soccorso e di trattamento e punto di evacuazione.

Pheriche
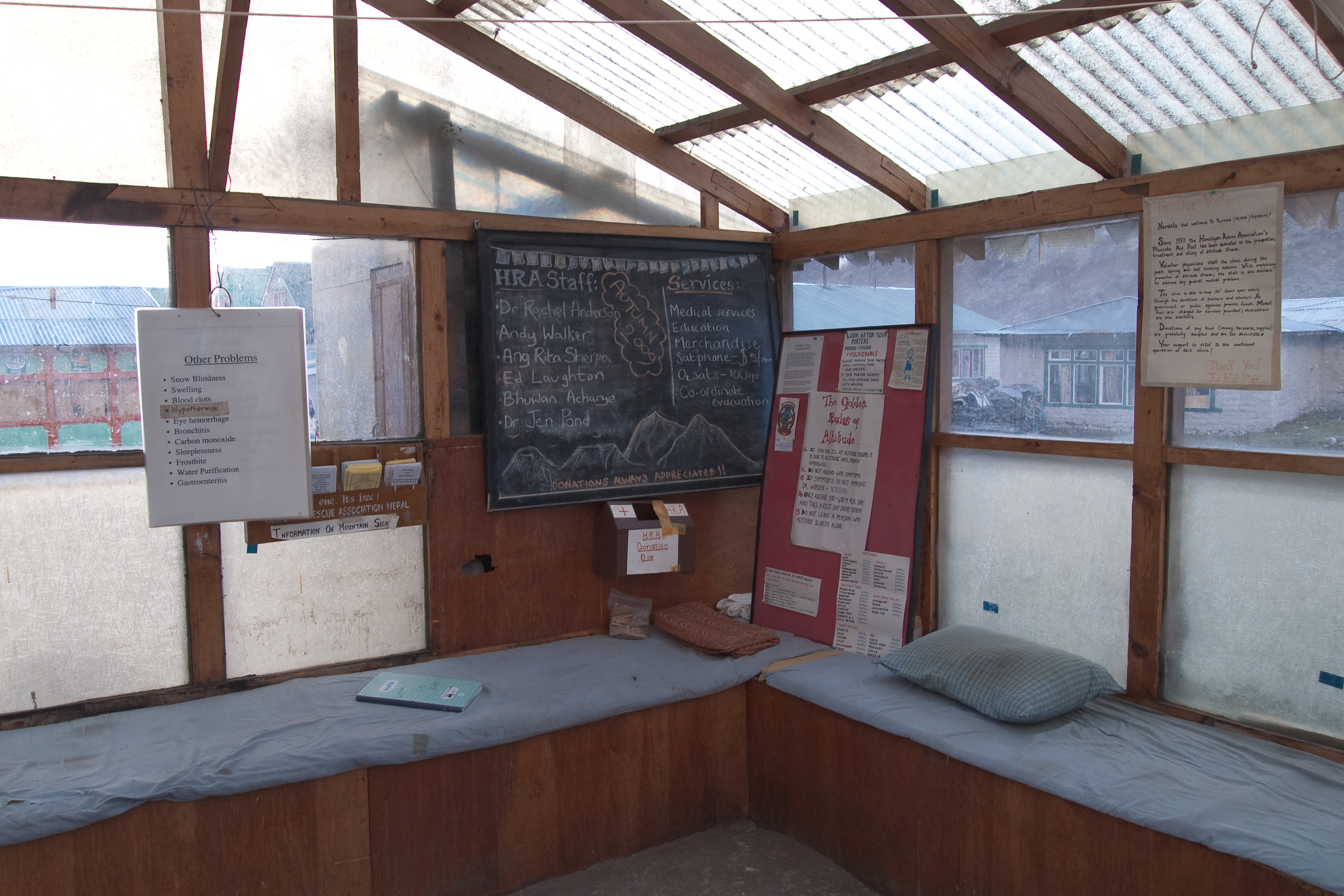
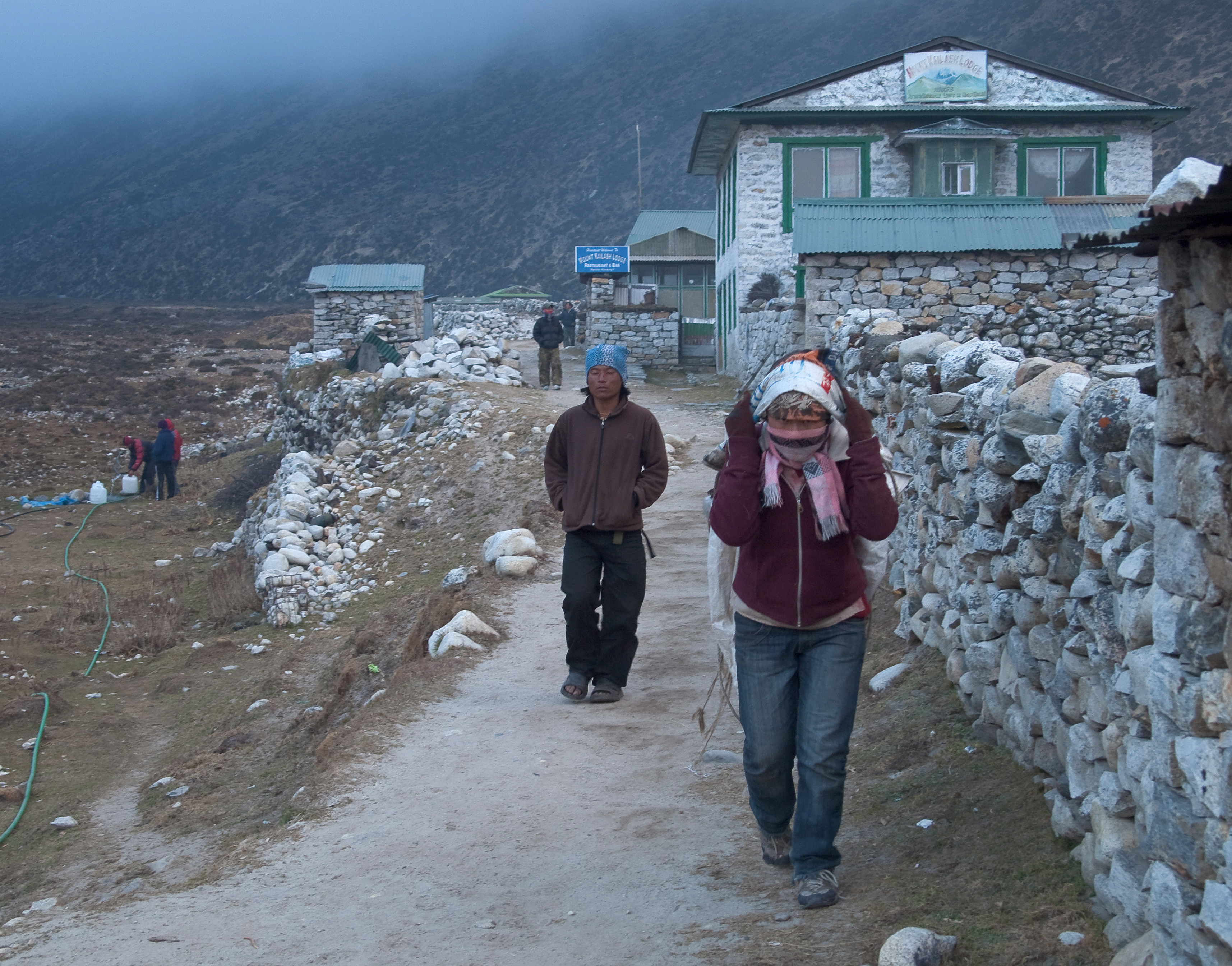
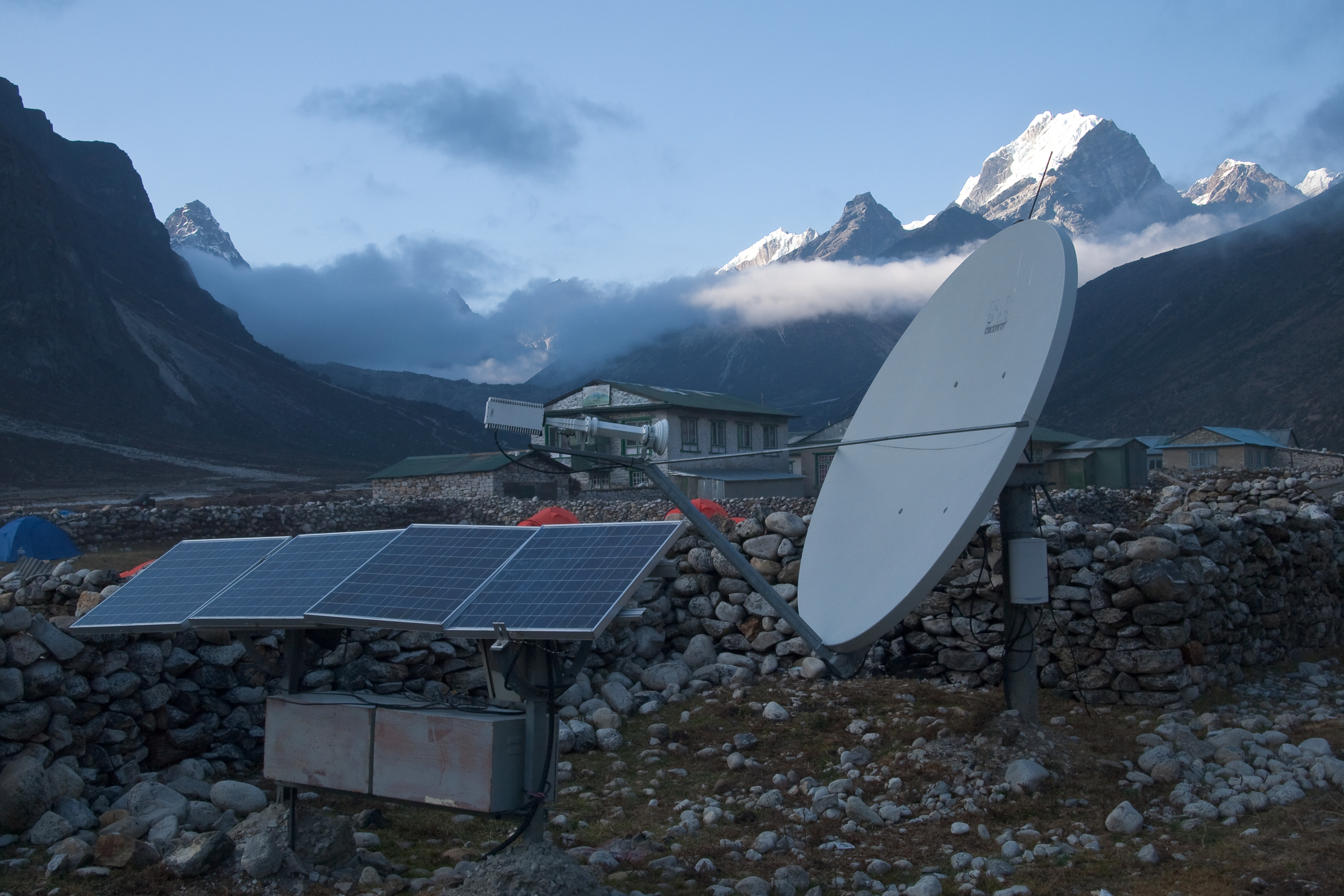
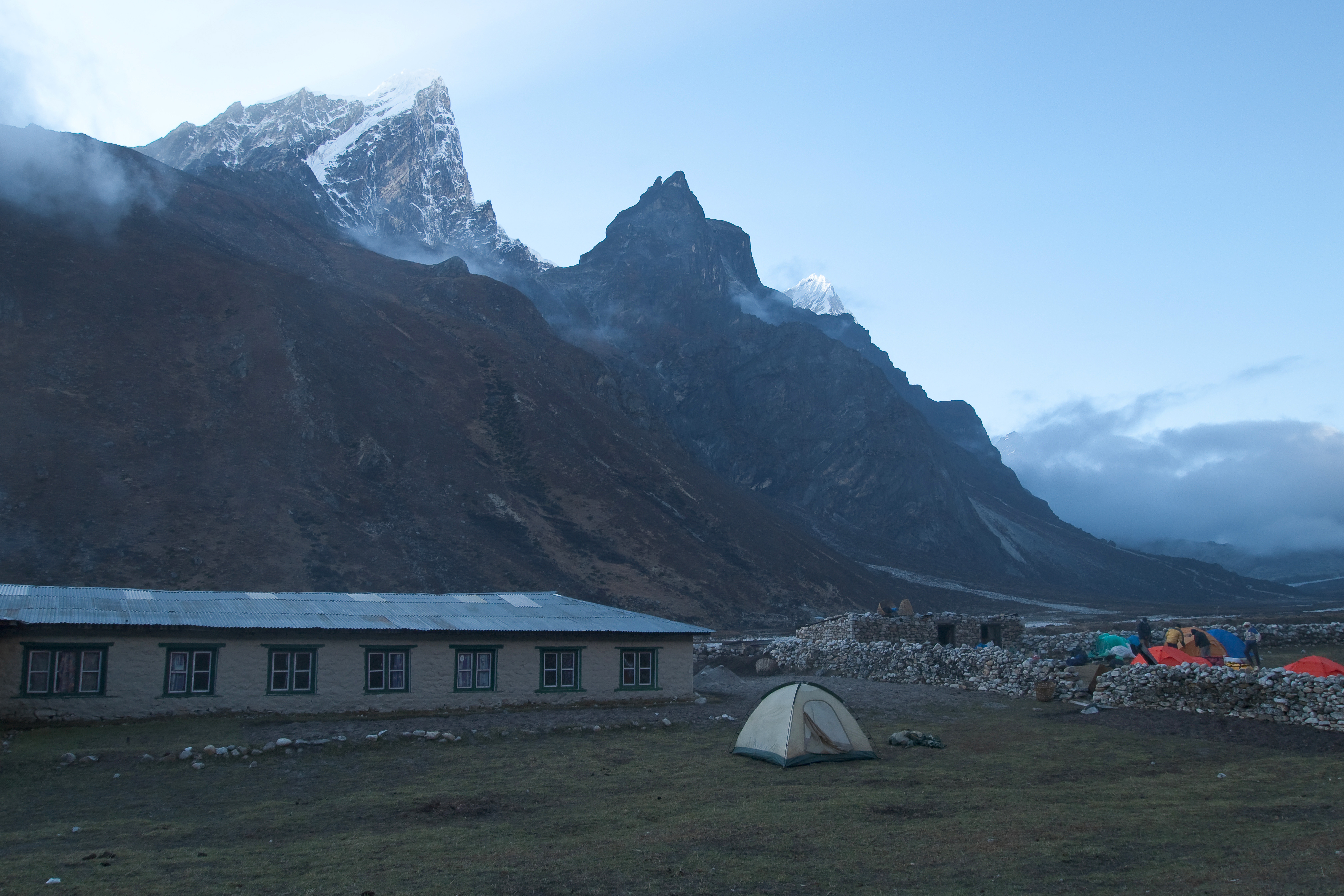
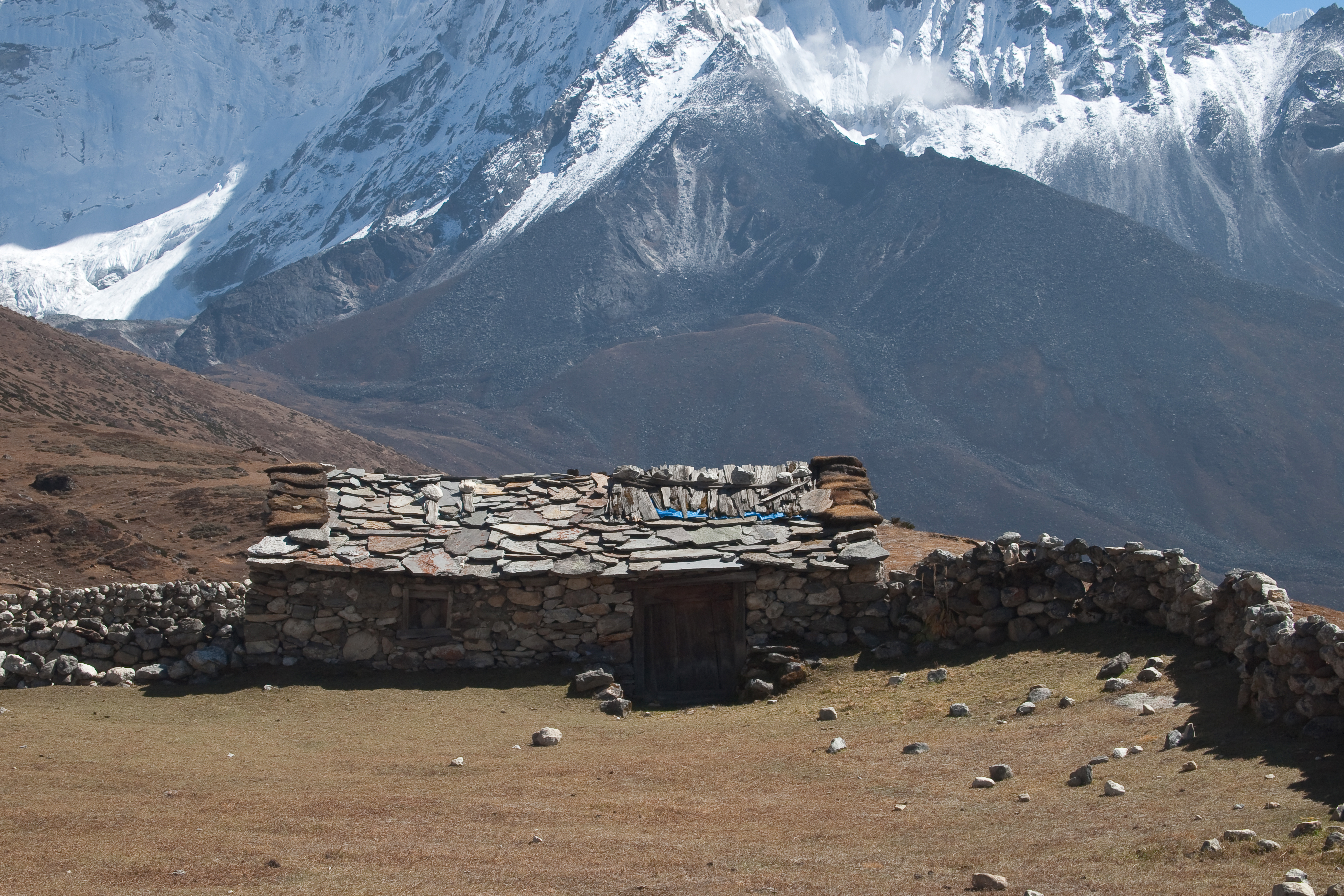
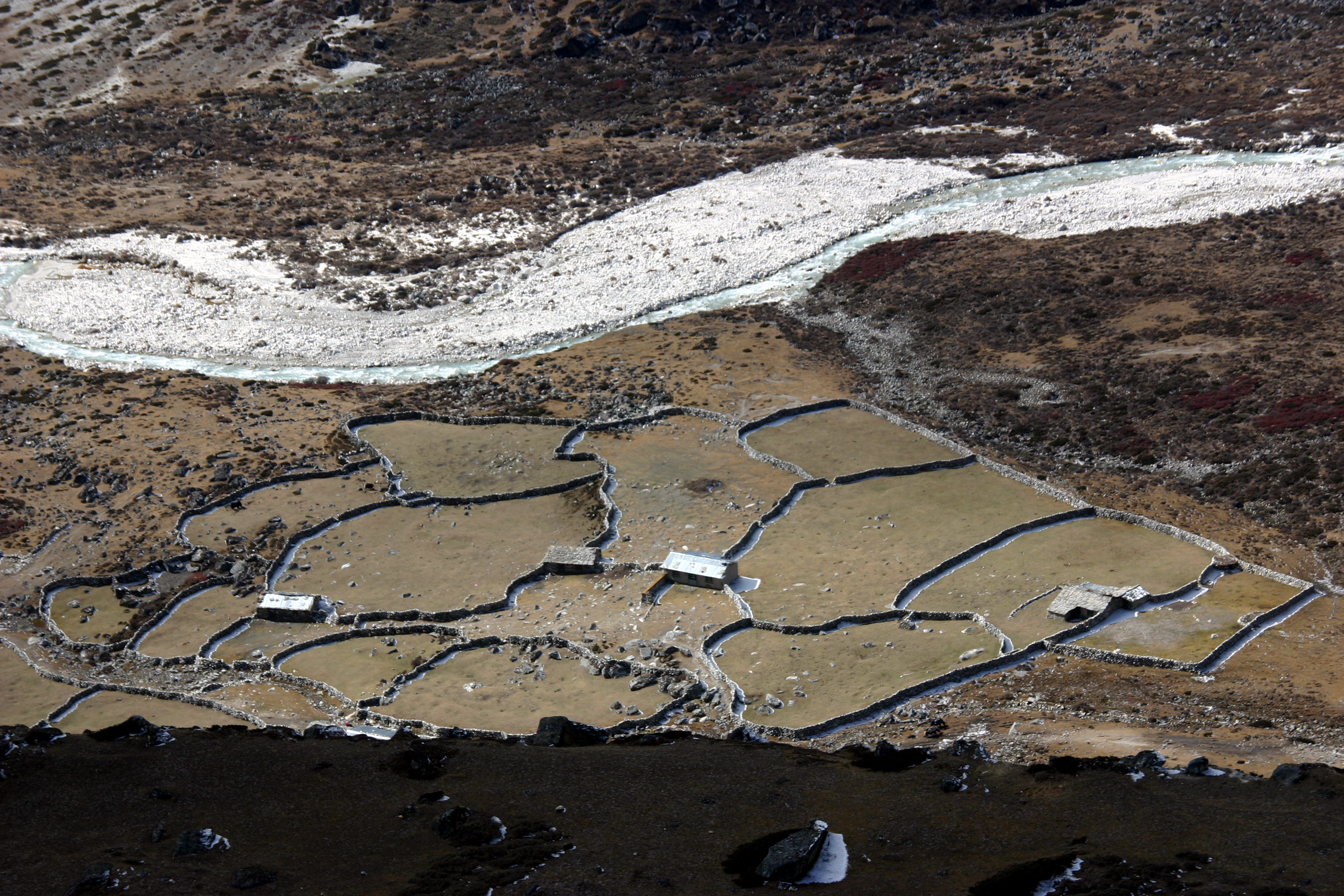
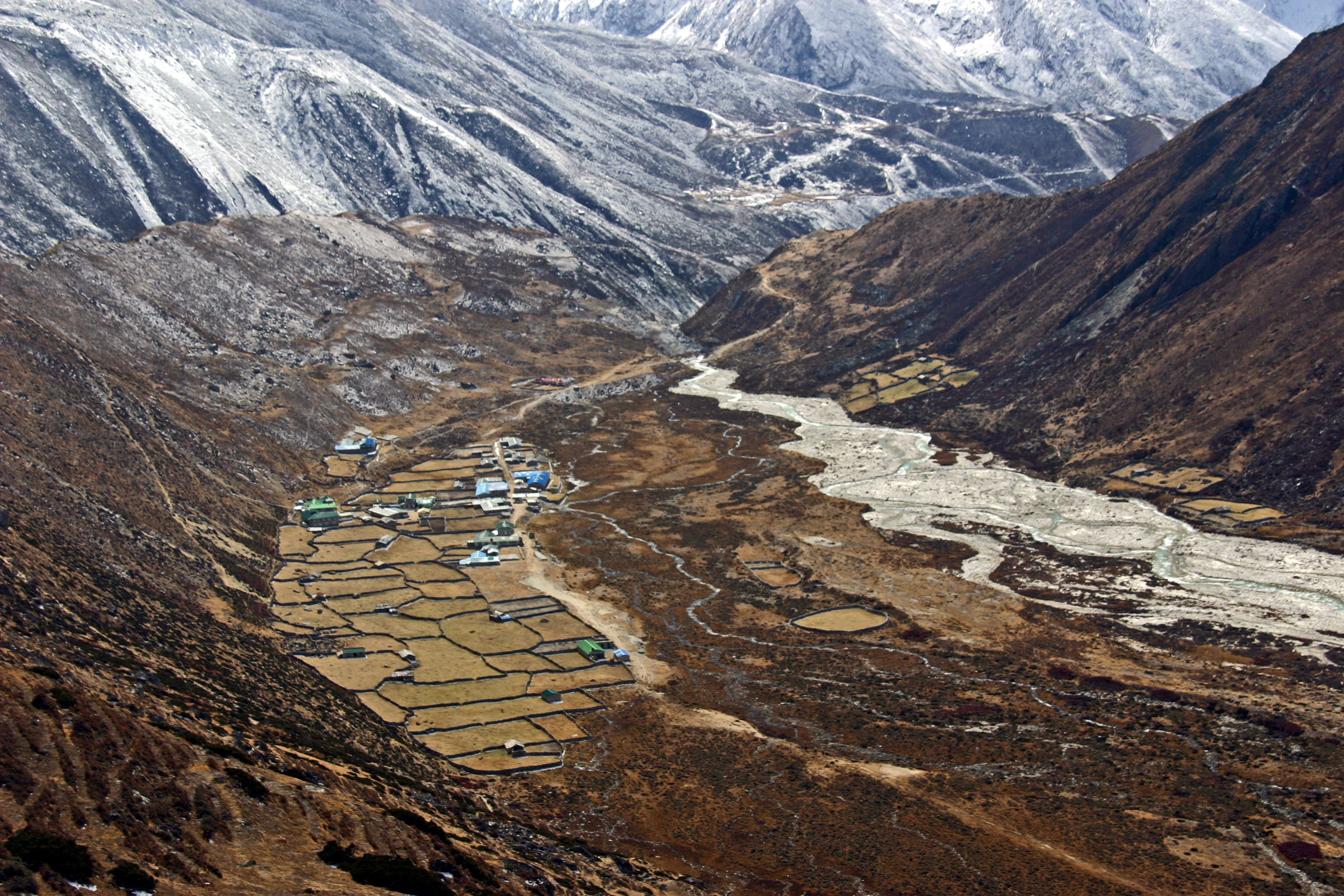